# 밴쿠버 마운티스
밴쿠버 마운티스(Vancouver Mounties)는 캐나다 브리티시컬럼비아주 밴쿠버를 연고지로 했던 트리플 A 마이너 리그 베이스볼 팀이다. 1956년부터 1962년까지, 1965년부터 1969년까지 퍼시픽 코스트 리그(PCL)에 속해 있었다. 홈구장은 캐필라노 스타디움이었다.

## 역대 주요 선수
- 짐 보턴
- 토니 라 루사
- 브룩스 로빈슨

## 같이 보기
- 밴쿠버 비버스
- 밴쿠버 캐나디안스